# 林有雅
林有雅（约1950年—），福建人，中国女子羽毛球运动员。她曾在伊朗德黑兰进行的1974年亚洲运动会羽毛球比赛中获得女子团体金牌以及女子双打银牌。